# Faaker See
Faaker See är en sjö i Österrike. Den ligger i förbundslandet Kärnten, i den centrala delen av landet. Faaker See ligger 555 meter över havet. Sjön är 2,2 km lång och 1,7 km bred.
I omgivningarna runt Faaker See förekommer i huvudsak blandskog, jordbruksmark och träskmark. Sjön avvattnas av vattendraget Seebach som senare mynnar i Gail. Faaker See har en ö med ett hotell. Vid sjöns norra strand ligger orterna Drobollach och Egg med betydande turism. På södra sidan ligger kommunen Finkenstein am Faaker See.